# Tragus australianus
Tragus australianus är en gräsart som beskrevs av Stanley Thatcher Blake. Tragus australianus ingår i släktet piprensargrässläktet, och familjen gräs. Inga underarter finns listade i Catalogue of Life.

## Bildgalleri

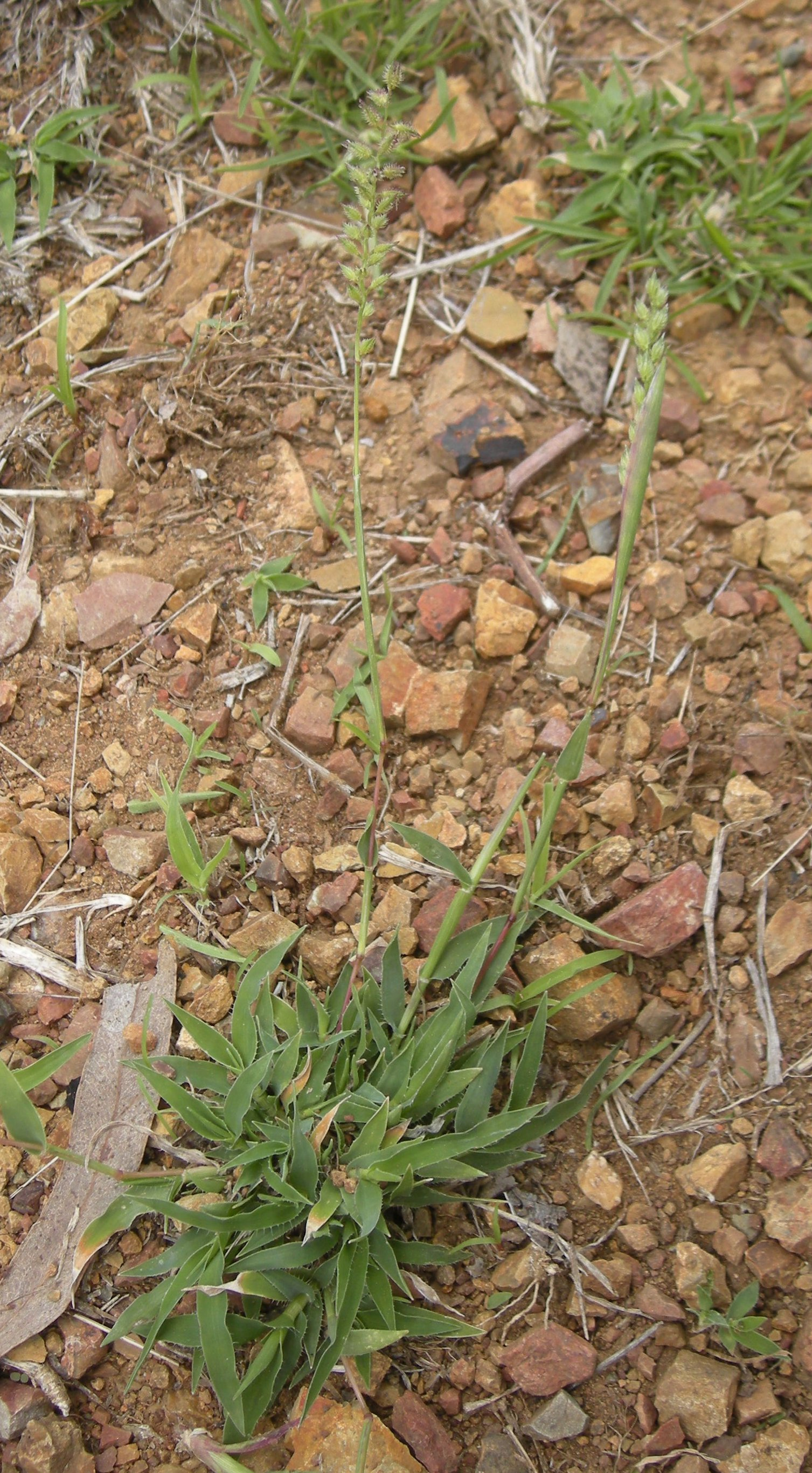
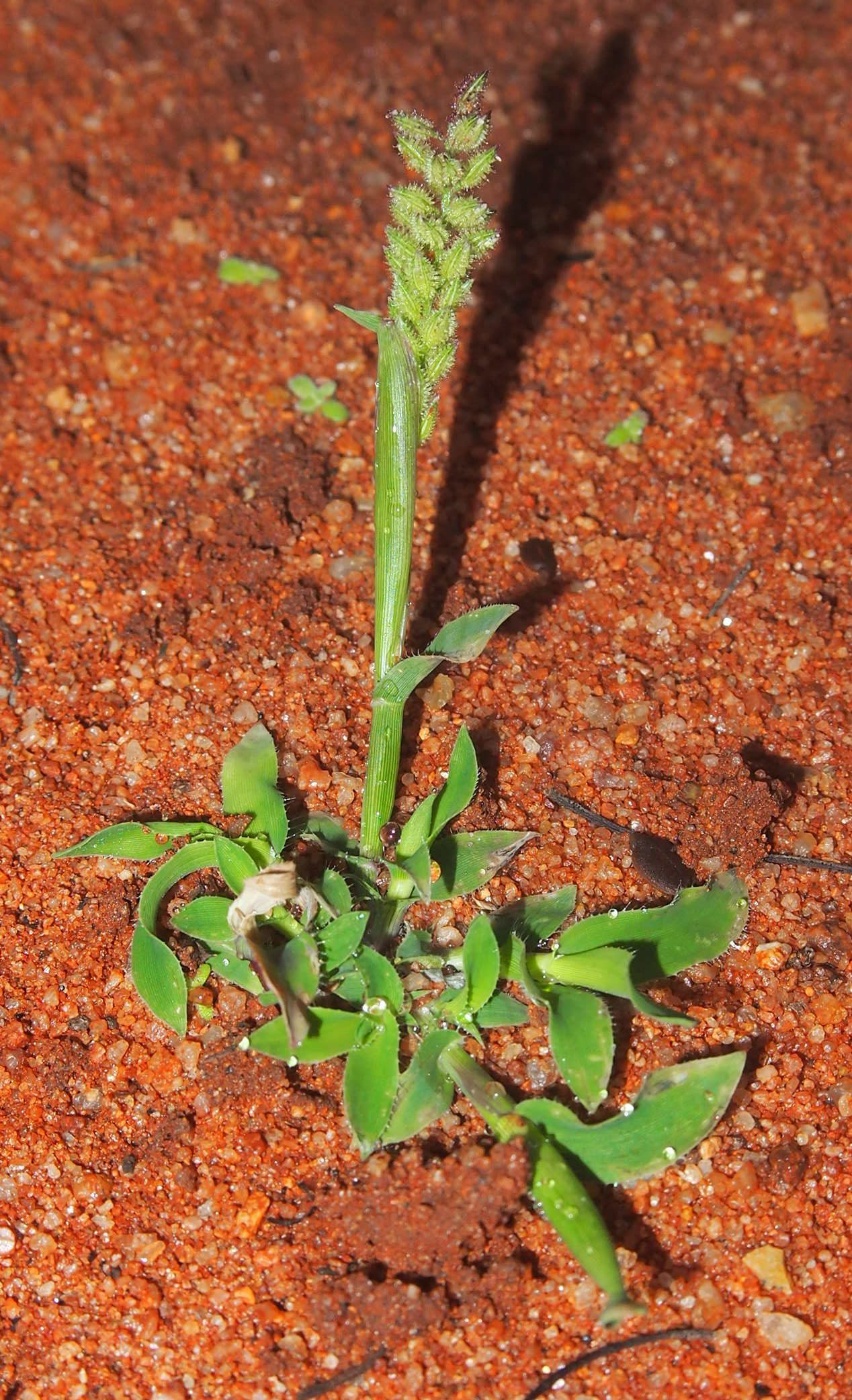
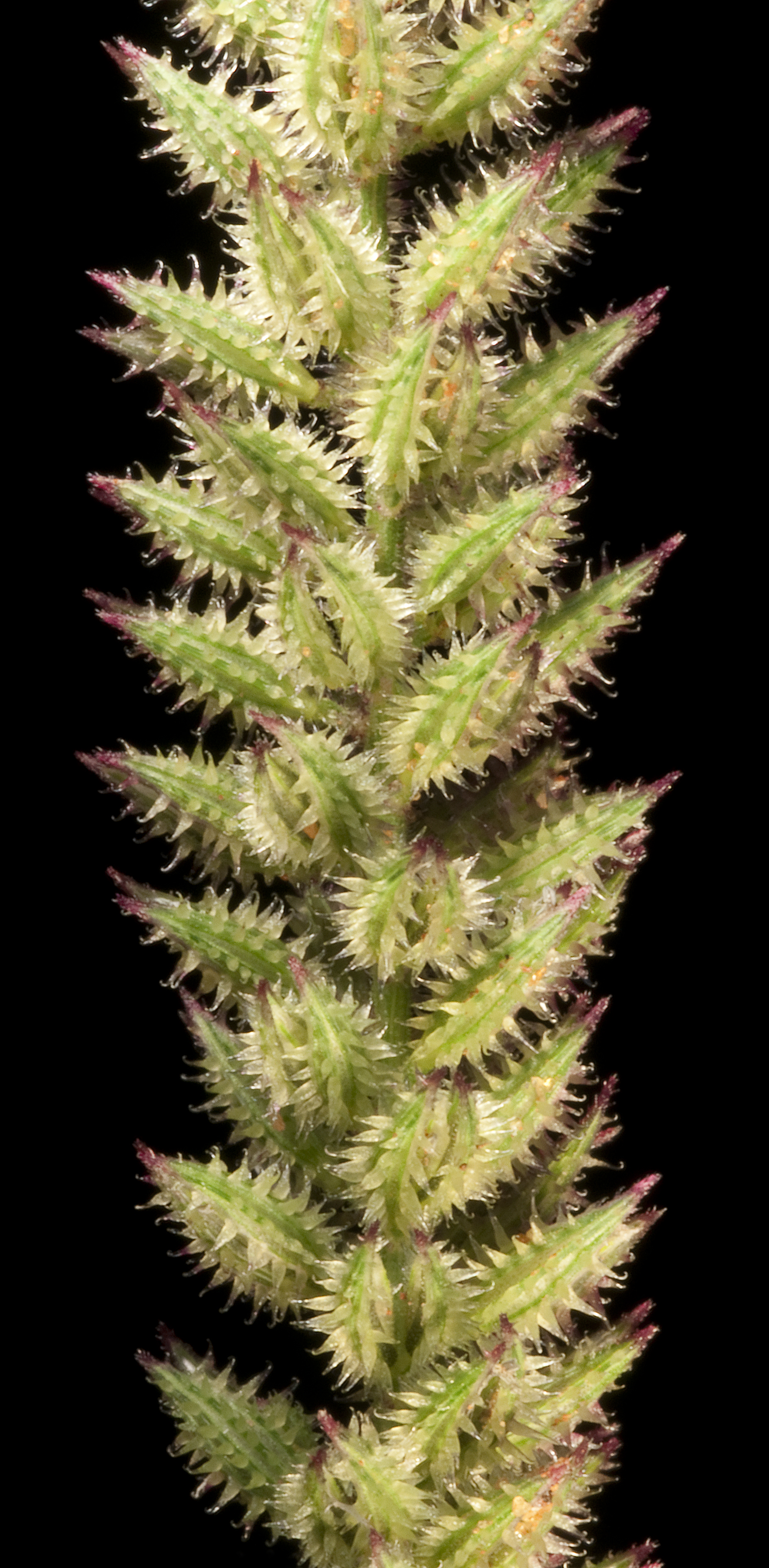